# Adejeania rubropilosa
Adejeania rubropilosa är en tvåvingeart som beskrevs av Guimaraes 1973. Adejeania rubropilosa ingår i släktet Adejeania och familjen parasitflugor.
Artens utbredningsområde är Ecuador. Inga underarter finns listade i Catalogue of Life.